# Passy-sur-Seine
Passy-sur-Seine település Franciaországban, Seine-et-Marne megyében. Lakosainak száma 46 fő (2022. január 1.). Passy-sur-Seine Fontaine-Fourches, Grisy-sur-Seine, Noyen-sur-Seine, Villenauxe-la-Petite és Villuis községekkel határos.

## Népesség
A település népességének változása:
| Lakosok száma | 52   | 50   | 47   | 46   | 45   | 45   | 44   | 46   |
|               | 2013 | 2015 | 2017 | 2018 | 2019 | 2020 | 2021 | 2022 |